# Alberto Alessi
Pour les articles homonymes, voir Alessi (homonymie).
Alberto Alessi, né à Caltanissetta le 30 mai 1939, mort à Rome le 12 décembre 2022 est un homme politique italien.

## Biographie
Fils ainé du premier président de la Région sicilienne, Giuseppe Alessi, Alberto Alessi est diplômé en droit et en sciences politiques. Il est musicien compositeur et journaliste. 
Il adhère à la Démocratie chrétienne qui est née, en Sicile, dans le bureau de son père. 
Il est élu député durant trois législatures lors des élections de 1979, de 1987 et de 1992.
Après la chute de la DC, Alberto Alessi entre au Parti populaire italien de Mino Martinazzoli puis passe au Centre chrétien-démocrate de Pier Ferdinando Casini. 
Il collabore dans ses dernières années, au Centre d'étude sur l'engagement politique des catholiques de Bologne et travaille à la renaissance du parti démocrate-chrétien à Caltagirone. 